# Bernhard Klein
Bernhard Joseph Klein (Colonia, 6 marzo 1793 – Berlino, 9 settembre 1832) è stato un compositore tedesco.

## Biografia
Klein nacque a Colonia. Sposò Lilly Parthey (nata a Berlino il 2 ottobre 1800 - morto il 2 agosto 1829), che era la sorella di Gustav Parthey (1798-1832) e la nipote di Friedrich Nicolai (1733-1811). La loro figlia, Elisabeth Klein (1828-1899) sposò l'egittologo Carl Richard Lepsius (1810-1883) il 5 luglio 1846.
Nel 1812 andò a Parigi e divenne allievo di Luigi Cherubini.
Klein fu direttore della Cattedrale di Colonia dopo gli studi al Conservatorio di Parigi. Nel 1819, su richiesta di Carl Friedrich Zelter, si trasferì a Berlino, dove trascorse il resto della sua vita. Nel 1820 divenne professore di composizione al Royal Institute for Church Music, nonché direttore musicale presso l'Università di Berlino. Insieme al suo amico, critico musicale Ludwig Rellstab, fondò la Zweiten Berliner Liedertafel.
Klein composto oratori, una Messa, un Magnificat, una cantata, salmi, inni e mottetti, insieme a tre opere, canzoni e pezzi di pianoforte. Il suo stile conservatore di composizione fu influenzato da Anton Friedrich Justus Thibaut.

## Opere
- Dido (dopo Ludwig Rellstab), Opera, 1823
- Ariadne, Opera, 1824
- Irene, Opera
- Jephtha, Oratorio
- David, Oratorio
- Hiob, Oratorio
- Athalia, Oratorio